# Самбалски језици
Самбалски језици су потпородица језичке породице централних лузонских језика, а говоре их припадници филипинске етнолингвистичке групе Самбал која живи у западним обалним подручјима Централног Лузона те у планинским ланцима Замбалеса.

## Демографија
Језици из самбалске породице језика који — према статистичким подацима за популацију из 2007. године, које је објавио Национални статистички координациони одбор (енгл. National Statistical Coordination Board, NSCB) — имају највише говорника су самбал (200.000), болинао (105.000) и ботолан (72.000). Ове бројке представљају заједничку популацију општина где се говори поједини језик.
За етнолингвистичку подгрупу Самбал или Самбали, процењени број говорника је заснован на укупном броју становника у Санта Крузу, Канделарији, Масинлоку, Палауигу и Иби (општине Замбалеса). За подгрупу Самбал Болинао, пројекција броја говорника је добијена сабирањем популације Анде и Болинаа (општине Пангасинана). Подгрупа Самбал Ботолан, с друге стране, обухвата агрегатни збир популације општина Ботолан и Кабанган. Остатак отпада на мање језике које говори готово само аутохоно становништво Аета (Аита, Агта) из Замбалеса.
Свеукупно гледајући, постоји око 390.000 говорника самбалских језика. Неки живе и у другим градовима који нису поменути изнад: Олонгапо, Батаан и Тарлак. Одређен број је настањен и у метрополитенској области престонице Маниле, у Метро Манили.
Процењује се да такође око 6.000 говорника живи у Панитијану, Кезону и Пуерто Принсеса Ситију. Језике прича и мања група филипинских имиграната у Сједињеним Америчким Државама и Канади. У Дармуту (Нова Шкотска, Канада), примера ради, самбалским језицима се служи клан Самбали (Замбали). У казину у главном граду провинције Нова Шкотска, Халифаксу, неколицина Самбала води карташке игре и друге коцкарске послове. Заједнице и организације филипинских Американаца који говоре самбалске језике у САД постоје у Сан Дијегу и Сан Франциску (Калифорнија), али и на Хавајима.

## Унутрашња класификација
Роџер Стоун (2008) класификује самбалске језике на следећи начин:
- ајта абелен, ботолан самбал
- тина самбал, болинао
- ајта маг-инди, ајта маг-антси
- ајта амбала

Ајта магбукун није дат у Стоуновој класификацији из 2008. године.

## Спољашњи односи
Самбалски језици су понајвише повезани са капампанганским језиком и архаичним формама тагалога које се још увек користе у Танају (у провинцији Ризал). Ово је интерпретирано извођењем закључка да су Самбали некада насељавали ова подручја, а потом емигрирали након доласка Тагалога — чиме је ареал аутохтоног становништва померен северно (данашња провинција Самбалес односно Замбалес), а тиме је изазвано сељење аутохоног замбалеског становништва Аета (Аита, Агта). Могуће је и да постоји веза између ових говорника самбалских језика и популације острва провинције Мариндуке и Ромблон, на што указују сличности и неки заједнички елементи традиције те праксе и обичаји.

## Говорници
| Самбалски језици‍ | Самбалски језици‍ | Самбалски језици‍ | Самбалски језици‍ | Самбалски језици‍ |
| ---------------- | ---------------- | ---------------- | ---------------- | ---------------- |
| Језик            |                  |                  | Говорници        |                  |
| Самбал           | Самбал           |                  | 200.000          | 200.000          |
| Болинао          | Болинао          |                  | 105.000          | 105.000          |
| Ботолан          | Ботолан          |                  | 72.000           | 72.000           |
| Инди             | Инди             |                  | 5.000            | 5.000            |
| Антси            | Антси            |                  | 4.200            | 4.200            |
| Абелен           | Абелен           |                  | 3.500            | 3.500            |
| Амбала           | Амбала           |                  | 2.000            | 2.000            |
| Маривелењо       | Маривелењо       |                  | 500              | 500              |

Самбал (шп. Zambal) заједничко је уобичајено име за све говорнике самбалских језика. Ово је такође назив и за подгрупу самбалских језика у северним општинама Замбалеса, које чине већину Самбала односно више од 50 посто (200.000) свих говорника самбалских језика (390.000). Самбал се такође може користити као назив за становнике Замбалеса у целини, те резидентно становништво Болинаа и Анде у Пангасинану.

## Пример текста
У табели испод је дата реченица као пример текста на самбалу, болинау и ботолану. Реч је о изворно филипинској националној изреци, која је у оригиналу на тагалогу, а овде је преведена на енглески и српски језик („Онај ко не зна да се осврне на тачку из које је пошао, неће стићи на своје одредиште.”).
| Језик    | Преводи                                                                                             |
| -------- | --------------------------------------------------------------------------------------------------- |
| Тагалог  | Ang hindi marunong lumingon sa pinanggalingan ay hindi makararating sa paroroonan.                  |
| Српски   | Онај ко не зна да се осврне на тачку из које је пошао, неће стићи на своје одредиште.               |
| Енглески | He [She] who does not know how to look back at his [her] origin will not arrive at his destination. |
| Самбал   | Hiyay kay tanda mamanomtom ha pinag'ibatan, kay 'ya maka'lato ha ampako'tawan.                      |
| Болинао  | Si [tawon] kai magtanda’ lumingap sa ibwatan [na], kai ya mirate’ sa keen [na].                     |
| Ботолан  | Hay ahe nin nanlek ha pinag-ibatan, ay ahe makarateng ha lalakwen.                                  |